# Młodzieżowe Mistrzostwa Polski Par Klubowych na Żużlu 1998
Młodzieżowe Mistrzostwa Polski Par Klubowych na Żużlu 1998 – zawody żużlowe, mające na celu wyłonienie medalistów młodzieżowych mistrzostw Polski par klubowych w sezonie 1998. Rozegrano trzy turnieje eliminacyjne oraz finał, w którym zwyciężyli żużlowcy Polonii Piła.

## Finał
- Piła, 19 czerwca 1998
- Sędzia: Ryszard Bryła

| Miejsce | Kluby                       | Suma  | Zawodnicy                                          | Punkty                                           |
| ------- | --------------------------- | ----- | -------------------------------------------------- | ------------------------------------------------ |
| złoto   | Polonia Piła                | 26    | Krzysztof Pecyna Rafał Okoniewski Mariusz Franków  | 15 (3,0,3,3,3,3) 11 (1,3,2,2,2,1) ns             |
| srebro  | Trilux Start Gniezno        | 22    | Krzysztof Jabłoński Paweł Duszyński Mariusz Lisiak | 13 (2,2,3,2,2,2) 6 (3,1,2,w,–,–) 3 (–,–,–,–,3,0) |
| brąz    | Atlas Wrocław               | 19 +u | Mariusz Węgrzyk Rafał Haj Bartosz Stanek           | 13 +u (1,2,3,1,3,3) 6 (0,1,d,3,u,2) ns           |
| 4       | Van Pur Rzeszów             | 19 +w | Tomasz Rempała Andrzej Rybka Maciej Pietraszek     | 14 +w (3,3,2,1,3,2) 5 (u,0,1,0,1,3) ns           |
| 5       | Kuntersztyn GKM Grudziądz   | 17    | Robert Dados Wiesław Ośkiewicz Grzegorz Knapp      | 13 (2,3,3,3,2,d) 3 (0,1,1,1,0,–) 1 (–,–,–,–,–,1) |
| 6       | Włókniarz Malma Częstochowa | 11    | Artur Pietrzyk Marcel Maliński                     | 10 (3,2,1,2,1,1) 1 (1,0,0,0,0,d)                 |
| 7       | Polonia Jutrzenka Bydgoszcz | 11    | Krzysztof Słaboń Michał Robacki Dariusz Patynek    | 9 (2,2,2,u,2,1) 1 (d,1,–,u,–,–) 1 (–,–,0,–,1,0)  |